# Оливник каштановий

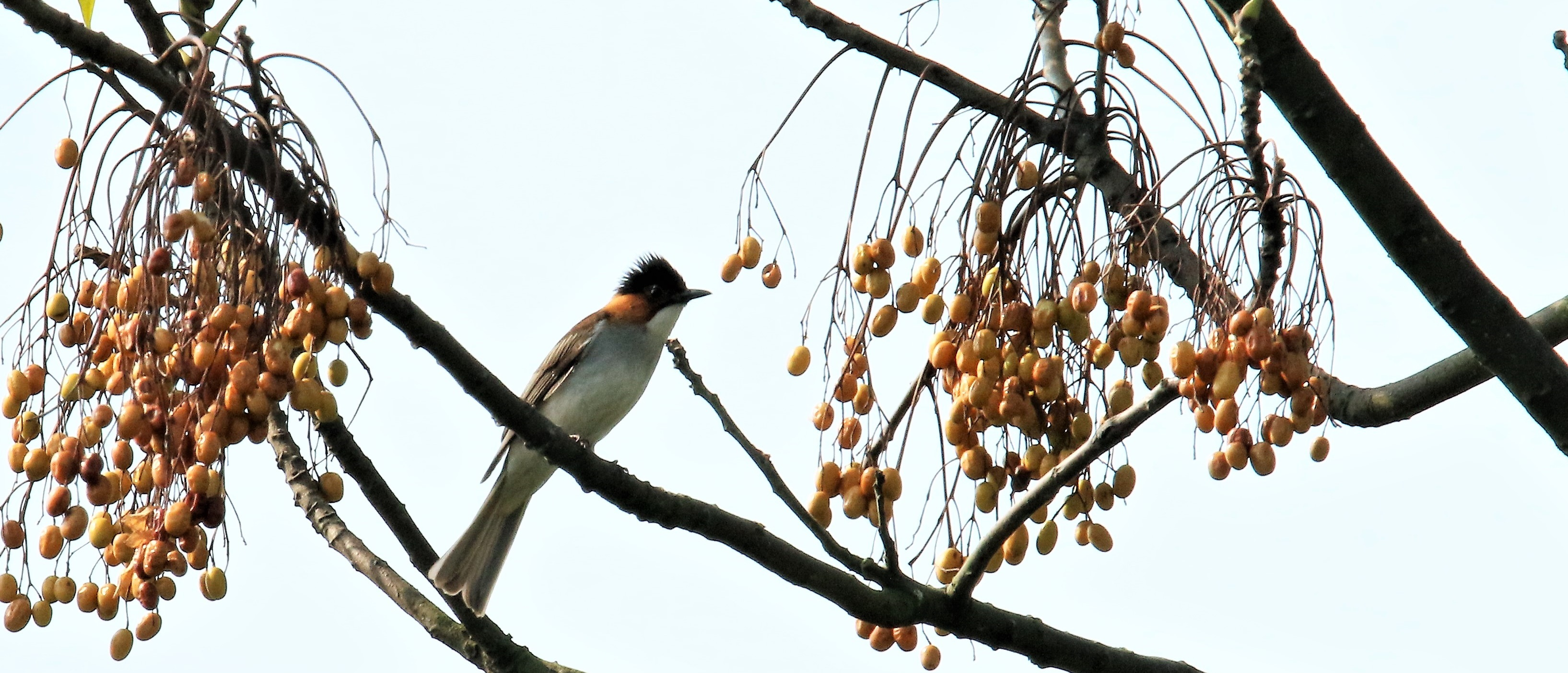
Каштановий оливник

Оли́вник каштановий (Hemixos castanonotus) — вид горобцеподібних птахів родини бюльбюлевих (Pycnonotidae). Мешкає в Китаї і В'єтнамі.

## Підвиди
Виділяють два підвиди:
- H. c. canipennis Seebohm, 1890 — південний Китаю і північно-східний В'єтнам;
- H. c. castanonotus Swinhoe, 1870 — північно-східний В'єтнам і острів Хайнань.

## Поширення і екологія
Каштанові оливники живуть у вологих рівнинних тропічних і субтропічних лісах і чагарникових заростях.